# Ullvätterns landskommun
Ullvätterns landskommun var en tidigare kommun i Värmlands län.

## Administrativ historik
Den bildades som storkommun vid kommunreformen 1952 genom sammanläggning av de tidigare kommunerna Bjurtjärn och Lungsund.
Kommunen upplöstes 1967, då dess område gick upp i dåvarande Storfors köping, från 1971 Storfors kommun.
Kommunkoden var 1704.

### Kyrklig tillhörighet
I kyrkligt hänseende tillhörde kommunen Bjurtjärns församling och Lungsunds församling.

## Geografi
Ullvätterns landskommun omfattade den 1 januari 1952 en areal av 378,37 km², varav 306,12 km² land.

### Tätorter i kommunen 1960
I Ullvätterns landskommun fanns den 1 november 1960 ingen tätort. Tätortsgraden i kommunen var då alltså 0,0 procent.

## Politik

### Mandatfördelning i valen 1950-1962
| 16 | 8 | 4 | 2 |

| 26 |

| 15 | 7 | 4 | 4 |

| 26 |

| 9 | 5 | 2 | 4 |

| 18 |

| 9 | 5 | 3 | 3 |

| 17 | 3 |